# Баєрсвілл (Нью-Йорк)
Баєрсвілл (англ. Byersville) — переписна місцевість (CDP) в США, в окрузі Лівінгстон штату Нью-Йорк. Населення — 44 особи (2020).

## Географія
Баєрсвілл розташований за координатами 42°35′2″ пн. ш. 77°47′29″ зх. д. / 42.58389° пн. ш. 77.79139° зх. д. (42.583882, -77.791523).  За даними Бюро перепису населення США в 2010 році переписна місцевість мала площу 1,32 км², уся площа — суходіл.

## Демографія
Згідно з переписом 2010 року, у переписній місцевості мешкало 47 осіб у 19 домогосподарствах у складі 15 родин. Густота населення становила 36 осіб/км².  Було 24 помешкання (18/км²).
Расовий склад населення:
| - 93,6 % — білих - 2,1 % — чорних або афроамериканців |

До двох чи більше рас належало 4,3 %. Частка іспаномовних становила 0,0 % від усіх жителів.
За віковим діапазоном населення розподілялося таким чином: 19,1 % — особи молодші 18 років, 63,9 % — особи у віці 18—64 років, 17,0 % — особи у віці 65 років та старші. Медіана віку мешканця становила 48,5 року. На 100 осіб жіночої статі у переписній місцевості припадало 88,0 чоловіків;  на 100 жінок у віці від 18 років та старших — 81,0 чоловіків також старших 18 років.
За межею бідності перебувало 63,4 % осіб, у тому числі 84,9 % дітей у віці до 18 років та 0,0 % осіб у віці 65 років та старших.
Цивільне працевлаштоване населення становило 36 осіб. Основні галузі зайнятості: будівництво — 36,1 %, освіта, охорона здоров'я та соціальна допомога — 19,4 %, публічна адміністрація — 16,7 %.